# Halbbildung
Halbbildung war eine seit dem Ausgang des 19. Jahrhunderts benutzte verächtliche Bezeichnung des Bildungsbürgertums für den Bildungsstand von Emporkömmlingen aus den unteren Schichten des Bürgertums. Der Begriff wurde insbesondere von Theodor W. Adorno vertieft behandelt. Nach Adorno wird als „Halbbildung“ eine oberflächliche und dem Streben nach Erkenntnis entfremdete Bildung bezeichnet, die vor allem zur Anpassung an ein als erstrebenswert erachtetes Milieu erworben wird.

## Entstehung des neuzeitlichen Bildungsbegriffs
Seine bis heute fortwirkende Festlegung erfuhr der Bildungsbegriff im Kontext der neuzeitlichen Aufklärung, der Erfindung der Anthropologie als Wissenschaft und Lehre vom Menschen und mit der Emanzipation des Bürgertums. Er ist gekennzeichnet durch die „Entdeckung“ eines von Herkommen und Vermögen unabhängigen persönlichen Standes, in dem sich der Mensch nicht als Funktion eines überkommenen Standes, sondern als Mensch selbst begreift. Im deutschen Neu-Humanismus um 1800 (Schiller, W. v. Humboldt, Dt. Idealismus) entfaltet sich der Begriff vollends, indem Bildung als einzige Alternative aus den selbstgeschaffenen entwürdigenden Verhältnissen zu begreifen ist, als welche die enthumanisierende Mechanisierung der Arbeits- und Lebenswelt verstanden wird. Bildung ist in dieser Perspektive Selbstzweck und soll den Menschen zu seiner Bestimmung gelangen lassen, mithin Selbst-Bildung sein.
Um den Menschen hierzu zu befähigen, bedarf es nach humanistischer Vorstellung der Sprach-Bildung, des Geschichtswissens und des Kunstverständnisses. Das wahre Element der Bildung ist die Geselligkeit, insbesondere das Gespräch als offene wechselseitige Anregung. Denn in derartigen Gesprächen erkennt sich der Mensch im Spiegel des Anderen als Wert an sich selbst, erfindet sich immer wieder aufs Neue und nimmt teil an Prozessen der Konstruktion sozialer und politischer Welten, was sich nicht zuletzt auf die Höherbildung des Menschengeschlechtes auswirken kann.

## Verflachung des Bildungsbegriffs
Bereits im 19. Jahrhundert zeigte sich, dass das humanistische Bildungsdenken abgelöst von seinen theoretischen Bezügen zu Vereinseitigungen und Verkehrungen führte. Bildung kennzeichnete alsbald eine Ansammlung von Kenntnissen, die sich wichtigen neuen Bereichen wie Wirtschaft, Technik und Politik versperrte und den angenommenen kulturellen Tiefstand der Bildung von einer veräußerlichten humanistischen Bildungsnorm her kritisierte. Bildung in diesem Sinne ist nicht länger autarke, sondern musisch-literarische Bildung, die den Gebildeten befähigt, über alles Nichtspezielle mitzureden, mithin ist sie nicht mehr als ein unspezifisches Wissen über Geschichte, Literatur, Kunst und Philosophie. Besonders sprichwörtlich ist solche Halbbildung, wenn sie sich nur aus Listen von Zitaten (siehe dazu: Geflügeltes Wort) oder aus Kreuzworträtselwissen zusammensetzt.

## Halbbildung aus humanistischer Perspektive
Die Kritik von Bildung in der versteinerten Gestalt der Halbbildung (Theodor W. Adorno) ist also abhängig vom jeweiligen Bildungsbegriff. Aus der Perspektive eines humanistischen Bildungsideals ist der Vorwurf einer Halbbildung polemisch gegen die über die Natur- und Ingenieurwissenschaften vermehrt aufsteigenden Abkömmlinge der Kleinbürger und der Arbeiterschaft gerichtet. Dabei zielt dieser Vorwurf auf utilitaristische Wissensformen, die vom unabschließbaren Prozess der Selbstbildung abgeschnitten sind und als bloßes Bildungsgut zur strukturfunktionalen Absicherung des sozioökonomischen Status des sogenannten Bildungsbürgers dienen.

## Halbbildung unter den Gebildeten
Zuweilen richtet sich die Kritik am bürgerlichen Bildungsideal gegen Aspekte des Bildungsbürgertums selbst. Diese Kritik greift Ansätze des ursprünglichen Bildungsgedankens wieder auf, indem sie festhält, dass Bildung und Kultur einen Doppelcharakter haben: einerseits Geisteskultur und andererseits Kultur als reale Lebensgestaltung. Halbbildung entsteht nach dieser Auffassung, wenn dieser Doppelcharakter verloren geht. Bildung kann danach nicht von der Einrichtung der menschlichen Dinge getrennt werden. Bildung, welche davon absieht, sich selbst setzt und verabsolutiert, ist schon Halbbildung geworden, nämlich Geisteskultur als Selbstzweck.
So verstandene Bildung verkommt zur Attitüde, zum bloßen Aushängeschild gesellschaftlicher Zugehörigkeit. Das bloße fetischartige Sammeln von „Highlights“ geistiger Erkenntnisse ersetzt das durchdringende Verständnis aus konkretem, sachlich motiviertem Überlebensinteresse. So wird bei einer Bildung, die sich beschränkt auf „Kultur, die das reale Leben gestaltet“, einseitig das Moment der Anpassung hervorgehoben, mithin ebenfalls nur Halbbildung erlangt.

### Bildung als Form der Halbbildung?
Was aus Bildung wurde und nun als eine Art negativen objektiven Geistes, keineswegs bloß in Deutschland, sich sedimentiert, wäre selber aus gesellschaftlichen Bewegungsgesetzen, ja aus dem Begriff von Bildung abzuleiten. Sie ist zur sozialisierten Halbbildung geworden, der Allgegenwart des entfremdeten Geistes. Nach Genesis und Sinn geht sie nicht der Bildung voran, sondern folgt auf sie.
Die Kritik von Bildung als Halbbildung setzt streng genommen den neuhumanistischen Bildungsbegriff in seiner gesellschaftskritischen Funktion voraus, von dessen Standpunkt aus eine ihm nicht entsprechende Bildung insofern als unzulänglich bewertet werden kann, als beispielsweise ein Bürger, der sich als gebildet hält, sein erworbenes Bildungswissen nur zur Absicherung seines sozioökonomischen Status auf dem Erwerbsarbeitsmarkt und in gesellschaftlichen Verkehrsverhältnissen gebraucht. Derart in Gebrauch genommen gerinnt der prinzipiell unabschließbare Prozess der Selbstbildung zum Kulturgut, und zwar in der doppelten Funktion: Einerseits in der Funktion als Geisteskultur (Adorno 1972, S. 94) in immer schrofferem Gegensatz zur Praxis (Adorno 1972,  S. 94), andererseits einseitig (als) das Moment der Anpassung (Adorno 1972, S. 95) in der Absicht, die Menschen dazu (zu verführen; Verf.), sich aneinander abzuschleifen (Adorno 1972, S. 95).
Ein halbgebildeter Mensch hat sich dasselbe Wissen angeeignet, über das auch ein Gebildeter verfügt, aber er gebraucht sein Wissen in verdinglichter, domestizierter Weise, z. B. indem er Phänomene rein mechanisch klassifiziert und subsumiert, anstatt sie in ihrer Lebendigkeit zu begreifen und sich anzueignen. Aufgrund dieser Starrheit ist der Halbgebildete sogar dem Ungebildeten unterlegen, denn dieser verfügt zwar nicht über das fachliche Hintergrundwissen, wohl aber über den naturwüchsigen unvoreingenommenen Blick und ist frei von seinem Erkenntnisprozess im Weg stehenden Narzissmus. Unbildung, als bloße Naivetät, bloßes Nichtwissen, gestattete ein unmittelbares Verhältnis zu den Objekten und konnte zum kritischen Bewußtsein gesteigert werden kraft ihres Potentials von Skepsis, Witz und Ironie – Eigenschaften, die im nicht ganz domestizierten gedeihen. Der Halbbildung will das nicht glücken. (Adorno 1972, S. 95, S. 104f.) Diese naive Unvoreingenommenheit ist dem Halbgebildeten durch sein verdinglichtes Verständnis von Wissen als bloßer Faktizität im Zuge seines Bildungsprozesses abhandengekommen. Das Phänomen der zunehmenden Verbreitung von Halbbildung in der modernen Gesellschaft begreift Adorno in seiner Analyse als „Allgegenwart des entfremdeten Geistes“ (Adorno 1972, S. 95, S. 93).

## Als Bildung vermarktete Halbbildung in heutiger Zeit
Konrad Paul Liessmann hat basierend auf Adornos Theorie ein Werk über die Halb- bzw. Unbildung in der heutigen Zeit verfasst, Theorie der Unbildung. Er meint, dass Bildung auf Information reduziert werde, die verwertbar ist, und, dass assoziatives Denken nicht mehr gefordert werde, sondern nur noch Informationsfragmente verlangt werden. So beschreibt er folgende Phänomene in seinem Buch:

### Wer wird Millionär?
Großer Beliebtheit erfreuen sich Fernsehshows wie die Sendung Wer wird Millionär? und Gesellschaftsspiele wie Trivial Pursuit, in denen Kandidaten Wissensfragen unterschiedlichster Gebiete gestellt werden. Der außerordentliche Publikumserfolg solcher Formate basiert darauf, dass ein Wissen abgefragt wird, bei dem jeder Zuschauer eine theoretische Chance hätte, in die oberen Gewinnränge zu gelangen, wenn er auf dem Kandidatenstuhl säße. „Wissen“ über Klatsch und Tratsch wird dabei genauso honoriert wie Allgemeinwissen.

### Bildung über das World Wide Web
Zu beobachten bleibt der zunehmende Einsatz des WWW bei der Informationsbeschaffung. Im Internet gibt es zu vielen Themen keine eigenen redaktionell und mit Sorgfalt erstellten Seiten, sodass man gezwungen ist, eine Vielzahl von Quellen zu vergleichen, um so die gewonnenen Daten verifizieren zu können. Dies erfordert – abhängig von der Popularität der gesuchten Informationen – mitunter viel Zeit und Erfahrung im Umgang mit Suchmaschinen sowie im kritischen Umgang mit Informationsquellen. Im Internet können falsche Informationen einfach erzeugt und auch verbreitet werden, sodass sie plausibel erscheinen, da nicht auf Anhieb unterschieden werden kann, ob zwei Schreiber unabhängig zum selben Ergebnis kamen oder der eine nur vom anderen kopierte.